# Le Frigo
 (juillet 2017).
Si vous disposez d'ouvrages ou d'articles de référence ou si vous connaissez des sites web de qualité traitant du thème abordé ici, merci de compléter l'article en donnant les références utiles à sa vérifiabilité et en les liant à la section « Notes et références ».
Le Frigo est une série d'animation française créée par Romain Gadiou en 2014, produit par la société 2minutes et diffusée sur Canal+ et Canal+ Family.

## Synopsis
Dans un frigo, des condiments discutent, bavardent, entre autres... On découvre ce qui se passe à l'intérieur d'un frigo une fois la porte refermée.

## Fiche technique
- Réalisation : Romain Gadiou et Sébastien Tiquet
- Bible littéraire : Romain Gadiou
- Bible graphique : Sébastien Tiquet
- Scénaristes : Romain Gadiou, Mélanie Duval, Chloé Sastre, Xavier Vairé, Stéphane Allégret, Catherine Diran, Sophie Lodwitz, Laury Rovelli, Agnès Slimovici.
- Musique : Nicolas Richard, Franck Roussel.
- Direction de fabrication : Quentin Francotte
- Production : 2 minutes / Canal+
- Diffuseur : Canal+

## Voix
- Bono (yaourt à la fraise) : Bruno Salomone
- Charlotte (pomme de terre) : Dorothée Pousséo
- Griotte (confiture à la cerise) : Céline Ronté
- St Tiburce (beurre conservateur) : Emmanuel Fouquet
- Red (soda psychopathe) : Emmanuel Garijo
- (ketchup) : Emmanuel Garijo
- Clémence (pomme) : Nathalie Bienaimé
- Jean-José (vieux morceau de brie) : Romain Gadiou

## Épisodes
- Épisode 1 - Coup de chaud

Un petit trou dans le joint de la porte et hop ! C'est la température qui grimpe en flèche dans le frigo. Très vite, les fromages suintent, les sodas bouillonnent et les esprits s’embrument... 
- Épisode 2 - Colère givrée

À la suite d'élections anticipées, Bono se voit éjecté de son rôle de délégué du frigo, au profit de Red, le soda énergétique surcaféïné. Dans l’ombre, une révolution se prépare…
- Épisode 3 - Grand frère

Loin de leur image de produit laitier sage et enfantin, les petits Gifrais s’avèrent être de véritables grenades dégoupillées, petits voyous lactés sans scrupules qui chamboulent tout sur leur passage. La colère gronde dans le frigo et Bono est sommé de faire revenir l’ordre... 
- Épisode 4 - Règlement de comptes

À la suite d'une dispute un peu plus chaude que d’habitude, St Tiburce provoque Jean José en duel…
- Épisode 5 - La culture c’est comme la confiture

Depuis que Griotte a appris à lire à Charlotte, rien ne va plus. La patate lit toutes les étiquettes des aliments à voix haute, et révèle candidement les détails les plus honteux de leurs ingrédients... 
- Épisode 6 - Pot Pourri

Un grand rangement se prépare, initié par les propriétaires humains du frigo. À chaque fois, c’est la même chose, les aliments se battent pour trouver une cachette efficace et échapper à la terrible main humaine qui s’abat sur les périmés… 
- Épisode 7 - Beau Bio

Charlotte vient voir Bono affolée. Elle est amoureuse et l’élu de son tubercule n’est autre que Bernard, un navet bio. Oui mais voilà, les « bio » et les « pas bio » ça ne se mélange pas…
- Épisode 8 - Bono en duo

Griotte l’a décidé : Bono se doit d’avoir une première dame afin de partager les décisions importantes et apporter une touche de féminité au sein du Frigo…
- Épisode 9 - Le rhume du poulet

Depuis qu’une étrange cuisse de poulet toute verte et reniflante est arrivée sur les clayettes, rien ne va plus. Selon les rumeurs courant dans le frigo, le pilon est manifestement atteint du rhume du poulet, maladie hautement contagieuse et mortelle…
- Épisode 10 - Le monstre est parmi nous

Kevin, un des petits gifrais a été agressé cette nuit par un inconnu. Une chose est sûre : le monstrueux coupable court toujours et se cache quelque part dans le Frigo. Bono mène l’enquête et découvre avec stupeur qu’il est le suspect no 1…
- Épisode 11 - M le Moisi

Un moisi-vivant erre dans le frigo ! Aliment pourri jusqu’au trognon et couvert de moisissures, ce monstre provoque une panique dans le frigo. D’autant que tout aliment touché par un moisi, le devient à son tour. La traque commence pour Bono…
- Épisode 12 - Opération sauvetage

À la suite d'un éternuement particulièrement visqueux de Jean-José, Bono se retrouve collé à une paroi du Frigo. Incapable de se mouvoir, il assiste impuissant aux petites mesquineries de ses congénères, tout en se démenant pour tenter de se décoller…
- Épisode 13 - Bienvenus à Hollyfood

Ketcho est réveillé en pleine nuit par une voix venue de nulle part, qui le somme de conduire les aliments vers un frigo de rêve, « Hollyfood », sorte de nirvana givré où tous les rêves de réalisent…
- Épisode 14 – Le fan

Depuis qu’un nouveau yaourt, fan absolu de Bono, a fait son entrée dans le Frigo, tout semble aller pour le mieux. Bono se sent flatté, et le fan se montre particulièrement zélé pour l’assister. Mais force est de constater que l’afficionado est un peu trop perfectionniste pour être honnête…
- Épisode 15 – Patanalyse

Pour une raison obscure, Biff passe son temps à sauter d’une clayette à l’autre et s’écrase lamentablement au sol. La vérité ne tarde pas à apparaître : le burger se prend pour un super héros...
- Épisode 16 – Seul contre tous

Jean-José a peur… En ce moment tout le monde est fuyant autour de lui, on le regarde bizarrement. Il en est certain : on veut lui faire la croute et se débarrasser de lui…
- Épisode 17 – L’égalité ou pourrir

Trop c’est trop ! À la suite d'un trop grand nombre d’actes sexistes au sein du Frigo, Griotte décide de fédérer les aliments féminins autour d’elle et d’exiger le respect des mâles. Bono sous-estime le phénomène jusqu’à ce qu’une véritable guerre des sexes éclate…
- Épisode 18 – La rumeur court

Depuis quelques jours, d’infâmes rumeurs courent sur les habitants du Frigo. En raison du vocabulaire limité et de la syntaxe hasardeuse du « corbeau », Charlotte est immédiatement désignée comme responsable…
- Épisode 19 – Adieu frigo cruel

En découvrant des taches blanchâtres sur son bidon, Pip’s tire une conclusion aussi immédiate que définitive : l’heure de la péremption a sonné, il est en train de pourrir sur place…
- Épisode 20 – In Memoriam Tuberculum Patatae

Lassé d’être suivi en permanence par Charlotte, Bono décide de lui crier dessus une bonne fois pour toutes en espérant lui faire comprendre qu’il a besoin d’air…
- Épisode 21 – Bono paie l’addiction

Depuis plusieurs jours, Bernard, le navet bio, est devenu fou. Il balaye le frigo de haut en bas, comme une furie, en rangeant tout sur son passage, la bave aux lèvres. Selon Griotte, le diagnostic est sans appel : Bernard souffre d’un T.A.C (trouble alimentaire compulsif)…
- Épisode 22 – Soirée Biobio

Harcelée sans cesse par un Red de plus en plus lourdingue, Clémence se retrouve invitée de force à un dîner avec lui. Pour ne pas perdre la face, elle propose à Bono et Griotte de se joindre à eux… 
- Épisode 23 – Le tripot à la coque

Les œufs organisent des combats de Gifrais. Bientôt, le démon du jeu s’empare de tous les habitants, toujours prêts à miser des biens plus importants à chaque partie. Mais comme le jeu est truqué, les œufs finissent par dépouiller tout le monde en à peine le temps d’un dégivrage…
- Épisode 24 – Libertaaad

Un ananas révolutionnaire fait son entrée dans le Frigo et emporte avec lui toutes les idées reçues des locataires. En écoutant son discours empreint de liberté et d’insoumission, les habitants finissent par rejoindre un à un son combat…
- Épisode 25 – Elle arrive

Bono découvre qu’il est atteint d’une salmonelle et tombe raide mort. Revenant dans le Frigo sous la forme d’un fantôme, il va chercher un moyen de revenir parmi les vivants…
- Épisode 26 – Le destin lacté

En échappant à un terrible accident électrique, Bono s’aperçoit qu’il a changé le cours de son destin. Selon Clémence, ça n’est pas forcément une bonne nouvelle : il aurait dû se faire griller par l’éclair sortant d’un néon et tant que ce ne sera pas le cas, son destin lui courra après...